# Radio Brocken
Radio Brocken est une radio privée allemande du Land de Saxe-Anhalt.

## Histoire
Radio Brocken diffuse depuis 1992 un programme d'infotainment. La programmation musicale va des années 1970 jusqu'à aujourd'hui. Le programme est complété par des informations, la publicité, les points sur la circulation et la météo.
La radio a connu dans son histoire plusieurs noms. S'appelant au départ Radio Brocken, elle devient Hitradio Antenne Sachsen-Anhalt en 1998 puis Hitradio Brocken en 2001. Elle reprend son nom d'origine en 2003.
En 2008, après l'achat de la moitié des actions par RTL Group, elle change de siège et s'installe à Halle, en centre-ville, avec sa radio sœur 89.0 RTL.

### Source de la traduction
- (de) Cet article est partiellement ou en totalité issu de l’article de Wikipédia en allemand intitulé « Radio Brocken » (voir la liste des auteurs).